# Pholcus bernhardi
Espèce
Pholcus bernhardi est une espèce d'araignées aranéomorphes de la famille des Pholcidae.

## Distribution
Cette espèce se rencontre en Indonésie à Sumatra et à Java et en Malaisie péninsulaire.

## Description
Le mâle holotype mesure 6,0 mm,.

## Systématique et taxinomie
Cette espèce a été décrite par Sherwood et Krammer en 2025.
Elle avait été prise pour Pholcus gracillimus par Huber en 2011.

## Étymologie
Cette espèce est nommée en l'honneur de Bernhard A. Huber.

## Publication originale
- Sherwood & Krammer, 2025 : « Studies on spider nomenclature - II: a synonymy and misidentification in Asian Pholcus Walckenaer, 1805 (Araneae: Pholcidae). » Arachnology, vol. 20, no 1, p. 34-36.